# 요제이 천황
요제이 천황(일본어: 陽成天皇, 869년 1월 2일 ~ 949년 10월 23일)은 제57대 일본 천황(재위: 876년 ~ 884년)이었다.

## 계보
즉위 전의 이름은 사다아키라(貞明)였다. 세이와 천황의 장남으로 어머니인 뇨고(女御) 후지와라노 다카코(藤原高子)는 곤노주나곤(權中納言) 후지와라노 나가라(藤原長良)의 딸이다. 세이와 천황이 양위한 뒤에는 니조 황후라 불리기도 하였다. 요제이 천황의 어머니는 후지와라노 모토쓰네의 누나로 그녀는 젊은 천황의 인생에 유명하게 두각을 나타내었다.
요제이는 양위한 뒤 아홉 명의 황자를 얻었는데 유명한 아들로는 가인(歌人)으로 이름을 날렸던 모토요시 친왕과 모토히라(元平) 친왕 등이 있다. 모토히라 친왕은 요제이 겐지(陽成源氏)의 선조로 훗날 일본 무가의 동량이 되는 세이와 겐지는 실제로는 이 모토히라 친왕을 선조로 하는 요제이 겐지의 후손에 해당하지만, 후대에 '폭군'이라 불린 요제이 천황 대신 그의 1세대 전 사람인 세이와 천황에게 계보를 연결한 것이라는 설이 근년에 제시되고 있다.

## 약력
요제이는 그가 미숙한 어린 소년일 때 천황이 되었다. 태어난 지 3개월도 안 되었을 때에 태자로 세워졌다가 9세 때인 876년 11월 29일, 세이와 천황의 양위로 제위에 오른다. 재위 초에는 아버지 세이와 상황과 어머니 다카코(高子), 셋쇼(攝政) 후지와라노 모토쓰네(藤原基經, 천황의 백부)가 협력해 정무를 보았다. 하지만 천황이 원복(元服)을 거행한 이듬해 간교 7년(883년) 8월부터 모토쓰네는 출근을 거부하게 되는데, 근년의 설에서는 세이와 천황에게 두 딸을 입궁시킨 모토쓰네가 요제이의 원복에 즈음해서 또다시 딸 가요시코(佳美子) 또는 아쓰코(溫子)를 입궁시키려던 그의 계획을 태후 다카코가 거부했기 때문에 천황과 알력이 생기게 된 것이 아닐까 추정하는 설이 설득력을 얻고 있다. 다만 세이와 천황이 양위시 내렸던 조(詔)에서는 모토쓰네의 섭정을 요제이가 친정을 하게 될 때까지로 못박아 두었던 점을 볼 때 모토쓰네가 간교 6년(882년)의 천황 원복을 기회로 천황 친정으로의 준비 기간을 거친 뒤에야 셋쇼에서 일단 물러나는 것은 부자연스러운 일이 아니며 천황과의 관계가 악화되었다고 볼 수만도 없다는 반론도 있지만, 이전의 간교 4년(880년) 12월에 세이와 상황이 임종할 때의 태정대신 인선에도 모토쓰네는 단순한 관례적, 의례적 행위라고는 볼 수 없는 다섯 번의 상표(上表)를 반복하였다. 이때는 아직 셋쇼로서의 지위가 그대로 보전되었음에도 불구하고 모토쓰네는 이후 이듬해 2월까지 사저에 틀어박혀 일절 정무를 맡지 않고(《일본삼대실록》간교 5년 2월 9일조) 정국을 혼란시키고 있었던 것이다. 또한 이 기간 중에 천황은 세이와 상황의 유지를 참작해 모토쓰네를 종1위로 승진시키기도 했다(《일본삼대실록》간교 5년 1월 15일조). 이러한 일련의 사건의 본질은 셋쇼 모토쓰네와 천황의 대립이 아니라 '셋쇼' 모토쓰네와 '국모(國母)'인 다카코(모토쓰네의 누이동생) 남매간의 권력 싸움이며, 다카코에 의한 아리와라노 후미코(在原文子, 아리와라노 나리히라의 조카딸이자 세이와 천황의 후궁)의 중용을 포함한 그녀의 모토쓰네를 경시하는 여러 행동의 결과, 모토쓰네가 자신의 직임까지 내버려가면서까지 타카코와 요제이 두 모자를 배제하려 했다는 견해도 있다. 그러나 산기(參議) 아리와라노 유키히라(在原行平)의 딸인 후미코를 후궁으로 들여 그 사이에 두 황자녀를 둔 것은 세이와 천황이었으며, 모토쓰네는 세이와 천황이 성씨를 불문하고 많은 여성들을 입궁시켜 황자를 두는 와중에 친누이동생 다카코가 벌써 세이와 천황과의 사이에 사다아키라 친왕(요제이 천황), 사다야스 친왕, 아츠코 내친왕이라는 세 자녀를 두었음에도 불구하고, 자신의 딸 가운데 외가쪽 신분이 그리 높지 않은 요리코를 입궁시켰다가 요리코가 황자를 낳지 못한다고 파악되자 또다시 외가쪽 신분이 보잘것없는 딸 가즈코(佳珠子)를 계속해 입궁시키면서 사다아키라 친왕과 다카코를 경시했다. 또한 요제이에겐 재위 중 단 한 명의 정식 왕비는 입궁하지 않았다.
간교 7년(883년) 11월, 궁중에서 천황의 유모였던 기노 마타코(紀全子)의 아들 미나모토노 스스무(源益)가 맞아 죽는 사건이 일어난다.(《일본삼대실록》 간교 7년 11월 10일조). 궁중에서의 살인 사건이라는 전대미문의 사건으로 마침내 모토쓰네에 의해 퇴위를 재촉당한 요제이는 이듬해 2월에 퇴위하기에 이른다(다만 표면상으로는 병에 의한 자발적 퇴위였다).
요제이 천황의 폭군설에 대해서는 퇴위시의 연령이 17세(만 15세)였고 또 앞서 기술한 바와 같이 의문점도 많아, 천황을 폐위하고 자신의 의향대로 조종하기 쉬운 고코(光孝)·우다(宇多)를 옹립한 모토쓰네의 죄를 덮기 위한 작위적인 서술이라는 견해도 있다. 또한 퇴위 뒤에도 고코·우다·다이고(醍醐)의 여러 천황들의 요제이에 대한 경계심은 여전히 강하여, 《일본삼대실록》이나 《신국사(新國史)》의 편찬은 요제이에 맞서 자신들의 황통의 정당성을 주장하기 위한 의도가 있었다고 본 설이 있다.
퇴위 후 여러 번에 걸쳐 노래 시합을 여는 등 와카에도 재능이 있었던 것 같지만, 현재 요제이가 지은 노래로서 전해지는 것은 《고센와카슈(後撰和歌集)》에 수록되어 훗날 오쿠라 백인일수(小倉百人一首)에도 꼽힌 다음의 한 수 뿐이다.
「つくばねの峰よりおつるみなの川 恋ぞつもりて淵となりける」

「쓰쿠바네의 봉우리에서 떨어지는 미나노가와(みなの川)여 사랑이 쌓여서 연못을 이루는구나」(百人一首では「淵となりぬる」)
상황은 퇴위 후에 65년을 더 살았는데, 이는 레이제이(冷泉) 천황보다도(42년) 훨씬 긴 것이다. 《오오카가미(大鏡)》에는, 한번 신적강하했었지만 아버지 고코 천황의 뒤를 이어 즉위한, 한때는 자신을 섬기던 옛 시종이었던 우다 천황을 가리켜 "저 자는 전에 나를 시중들던 자가 아닌가?"라고 했다는 일화가 수록되어 전한다. 그 황태자로서 재종형제이기도 한 아쓰히토(敦仁) 친왕(다이고 천황)보다 오래 살며, 스자쿠(朱雀) 천황·무라카미(村上) 천황 등의 고코계 황통의 계승을 상황은 모두 지켜보아야 했다. 덧붙여서 유일하게 오늘날까지 전해지는 앞의 와카는 우다 천황의 여동생이자 요제이 자신의 비(妃)의 한 사람이었던 스이시(綏子) 내친왕에게 보낸 노래이다.

## 가족관계
- 비(妃) : 야스코(綏子) 내친왕(?-925) - 고코 천황의 황녀
- 비(妃) : 고코(姣子) 여왕(女王) - 고코 천황의 황손녀이자 고레타다 친왕의 딸
  - 제4황자 :모토나가 친왕(元長 親王) (901-976) - 2품 식부경(式部卿)
  - 제5황자 :모토토시 친왕(元利 親王) (?-964) - 3품 탄정윤(彈正尹)
  - 제1황녀 :나가코 내친왕(長子 內親王) (?-922)
  - 제2황녀 :타케코 내친왕(儼子 內親王) (?-930)
- 궁인(宮人) : 후지와라노 토오나가(藤原遠長)의 딸
  - 제2황자 : 모토요시 친왕(元良 親王) (890-943) - 3품 병부경(兵部卿)
  - 제3황자 : 모토히라 친왕(元平 親王) (?-958) - 3품 탄정윤·식부경
- 궁인(宮人) : 기노 기미(紀君)
  - 제1황자 : 미나모토노 기요카게(源 淸蔭) (884-950) - 정3위 대납언(大納言). 요제이 겐지(陽成源氏)의 시조
- 궁인(宮人) : 도모씨(伴氏) - 도모노 야스히라(伴保平)의 딸
  - 제6황자 : 미나모토노 기요미(源 淸鑒) (?-936) - 종3위 형부경(刑部卿)
- 궁인(宮人) : 사에키(佐伯)씨
  - 제7황자 : 미나모토노 기요토오(源 淸遠) (?-996) - 형부경

## 같이 보기
- 백인일수